# Zoo Opolí
Zoo Opolí nebo Zoologická zahrada v Opolí (polsky také Ogród Zoologiczny w Opolu) je zoologická zahrada, která se nachází na ostrově Bolko (Wyspa Bolko) na levém břehu řeky Odry, v městské čtvrti Nadodrze města Opolí v Opolském vojvodství v jižním Polsku a Horním Slezsku. Patří také do geomorfologického celku (mezoregionu) Pradolina Wrocławska patřící do Slezské nížiny.

## Historie a popis zoo
Počátky zoo Opolí sahají do roku 1912, kdy na ostrově Bolko vznikl soukromý oplocený prostor pro zvířata, který byl zvenčí přístupný veřejnosti. Ve 30. letech 20. století koupilo zoo město Opolí a vznikl tak tehdejší Tierpark Bolko se známou restaurací Tierpark-Gaststätte. V období 2. světové války byla zoo zničena. V roce 1952 začala její nová výstavba a v červenci 1953 byla znovu otevřena a v 80. letech 20. století významně rozšířena. Povodeň tisíciletí na řece Odře v roce1997 zoologickou zahradu zdevastovala. Od roku 1998 začala pomalá rekonstrukce, která pokračuje dodnes. Většina budov v zoo byla postavena v 21. století (např. žirafí pavilon v roce 2002, bazén lachtanů v roce 2007, pavilon goril aj.), což činí zoo Opolí jednou z nejmodernějších v Polsku. Po Zoo v Chorzowě (Slezská zoologická zahrada) je zoo Opolí druhou největší zoologickou zahradou v Horním Slezsku.
Zahrada má za sebou mnoho chovatelských úspěchů a pravidelně chová řadu chráněných druhů na která se vztahují programy ochrany ohrožených druhů EEP (European Endangered Species Programme) a ESB (European Studbook) aj. V zoo je více než 1500 kusů zvířat a cca 227 druhů zvířat.

## Další informace
Vstup do zoo je zpoplatněn.

## Galerie

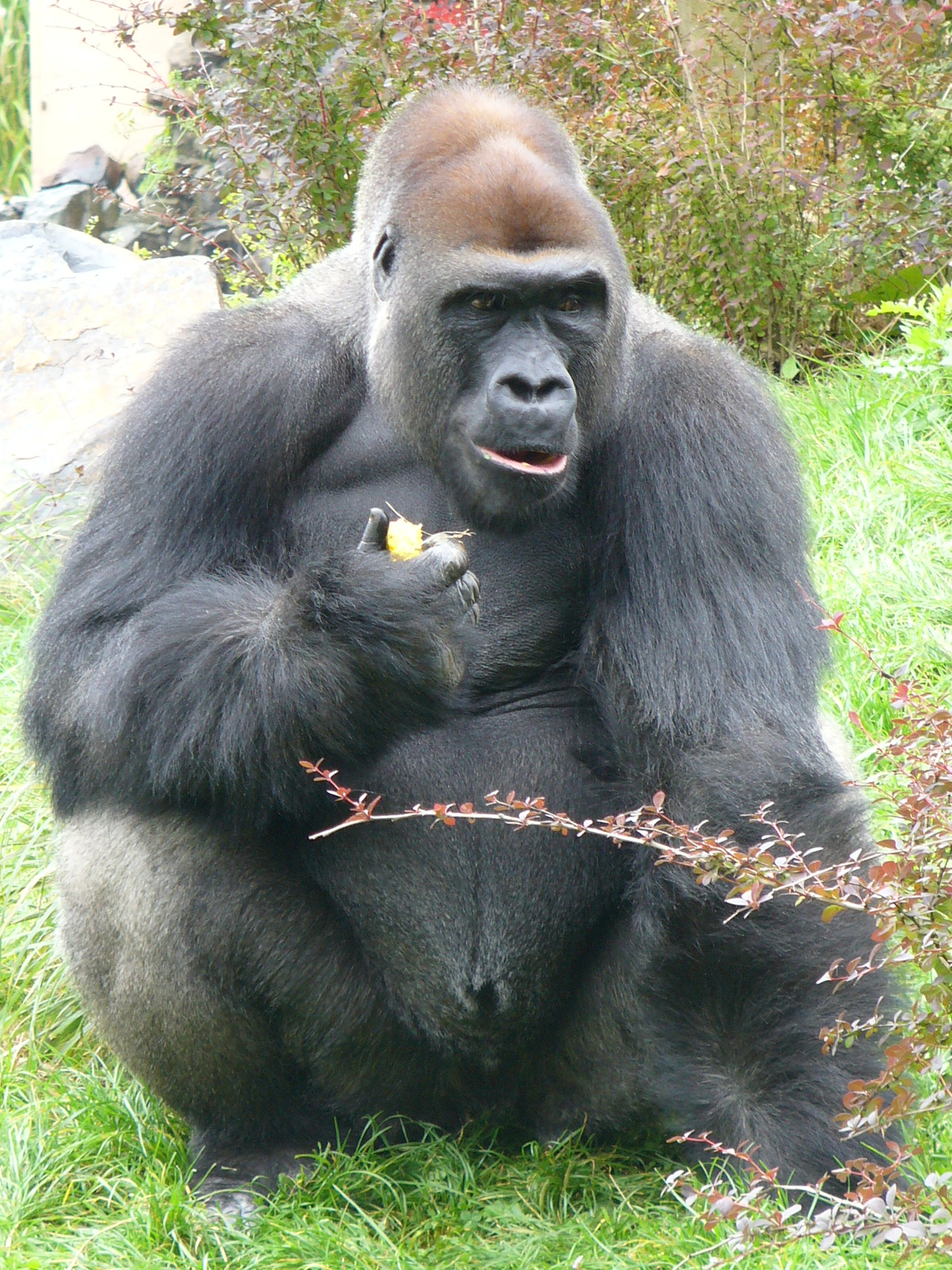
Gorila nížinná
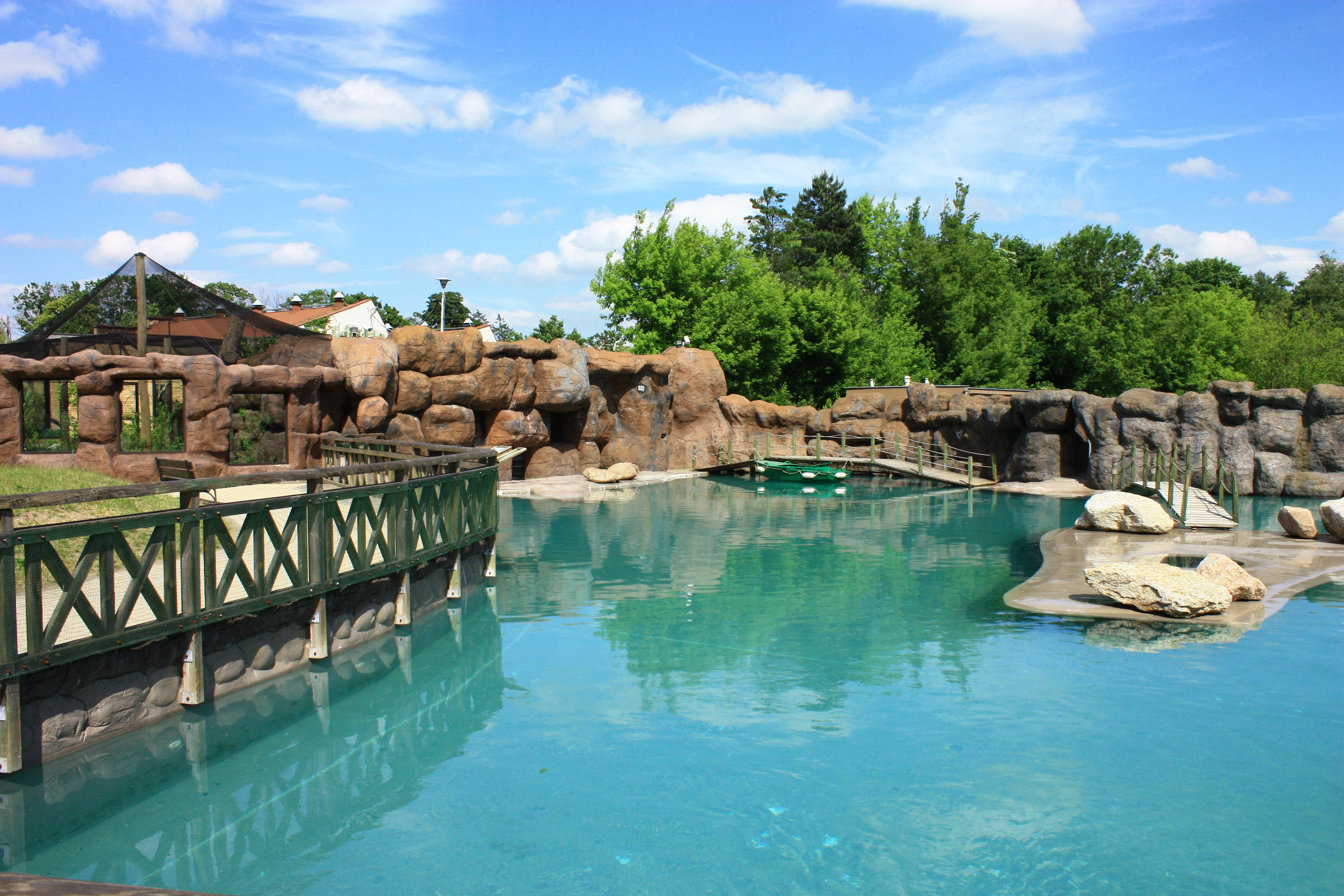
Vodní expozice
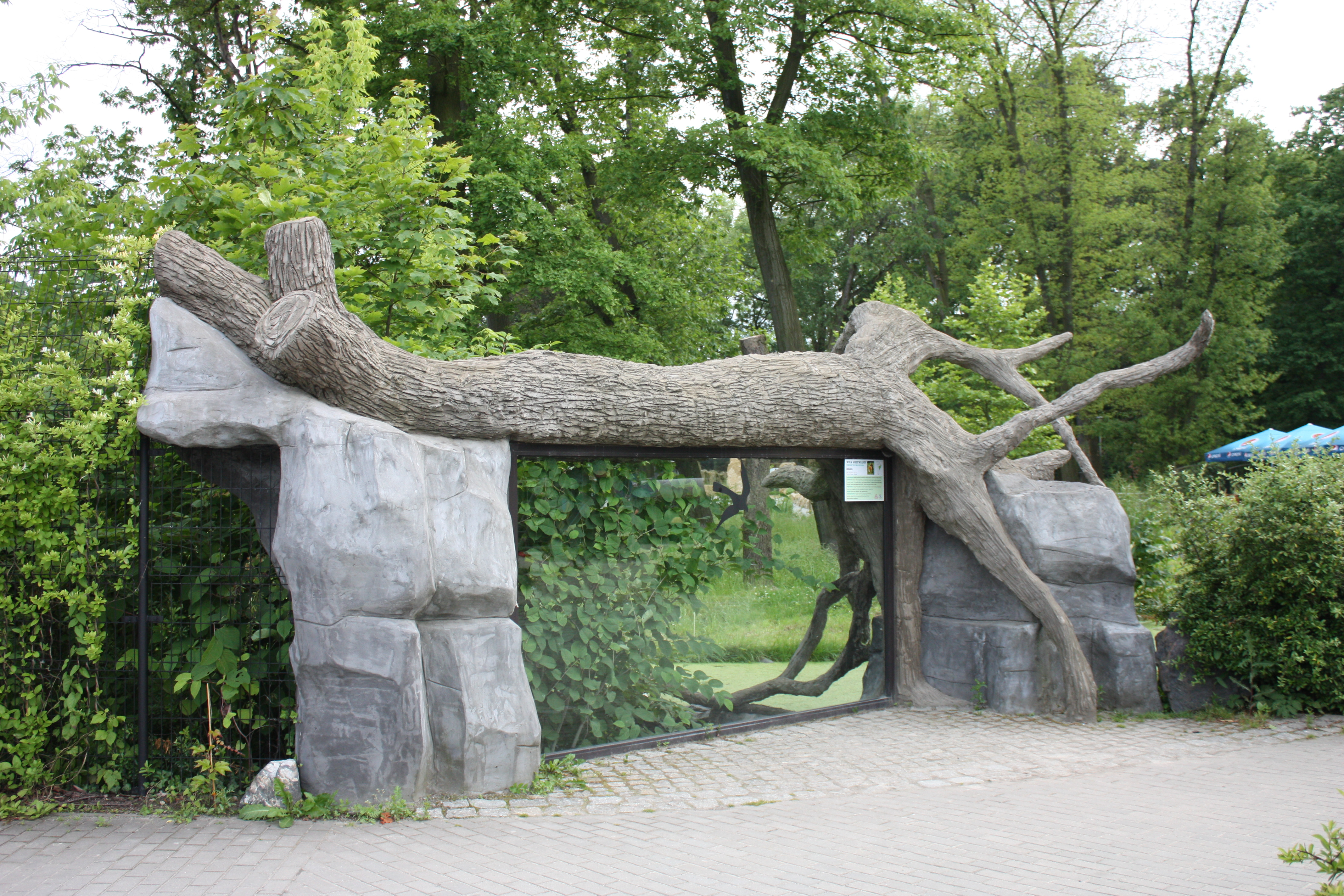
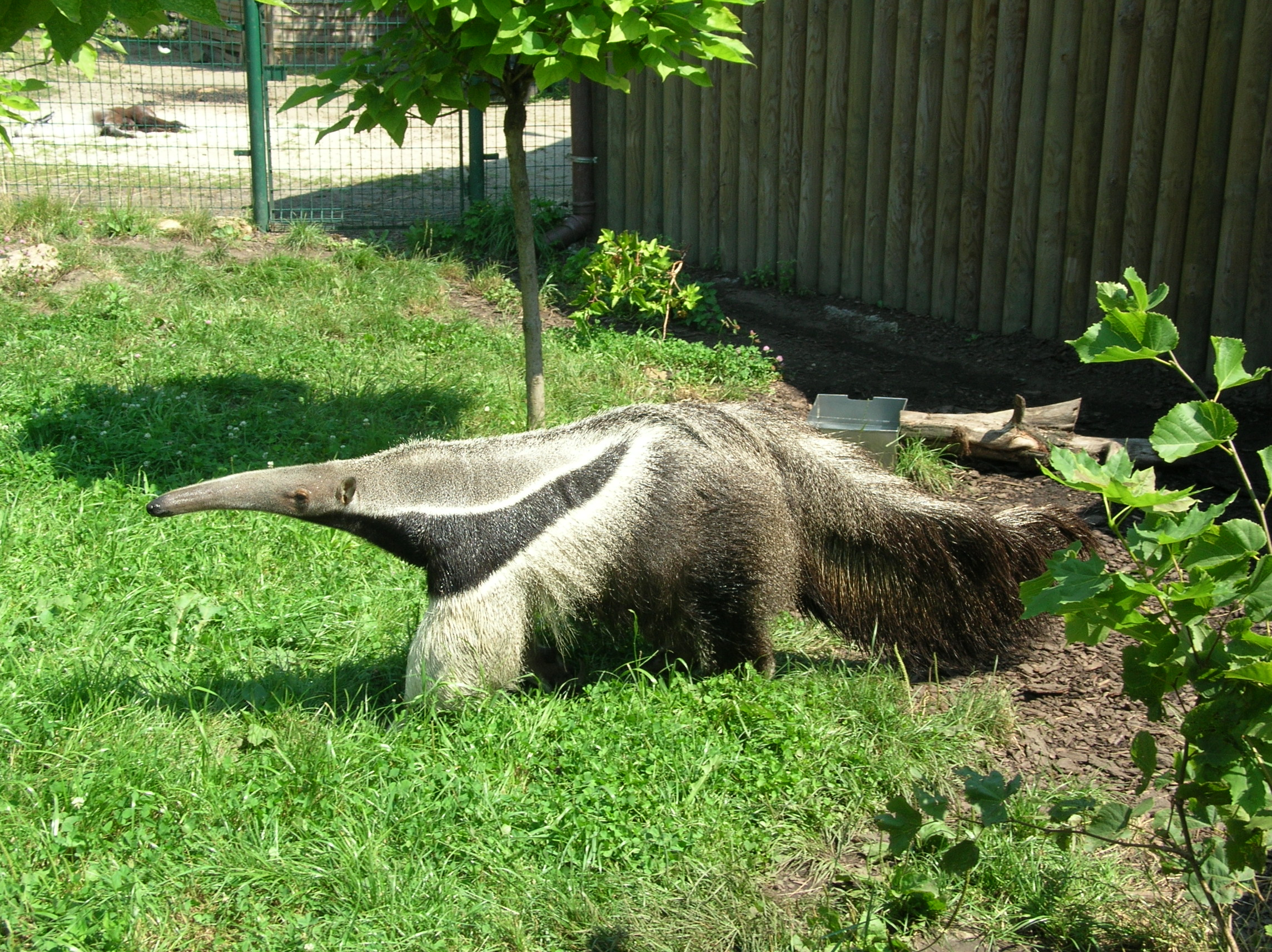
Mravenečník velký
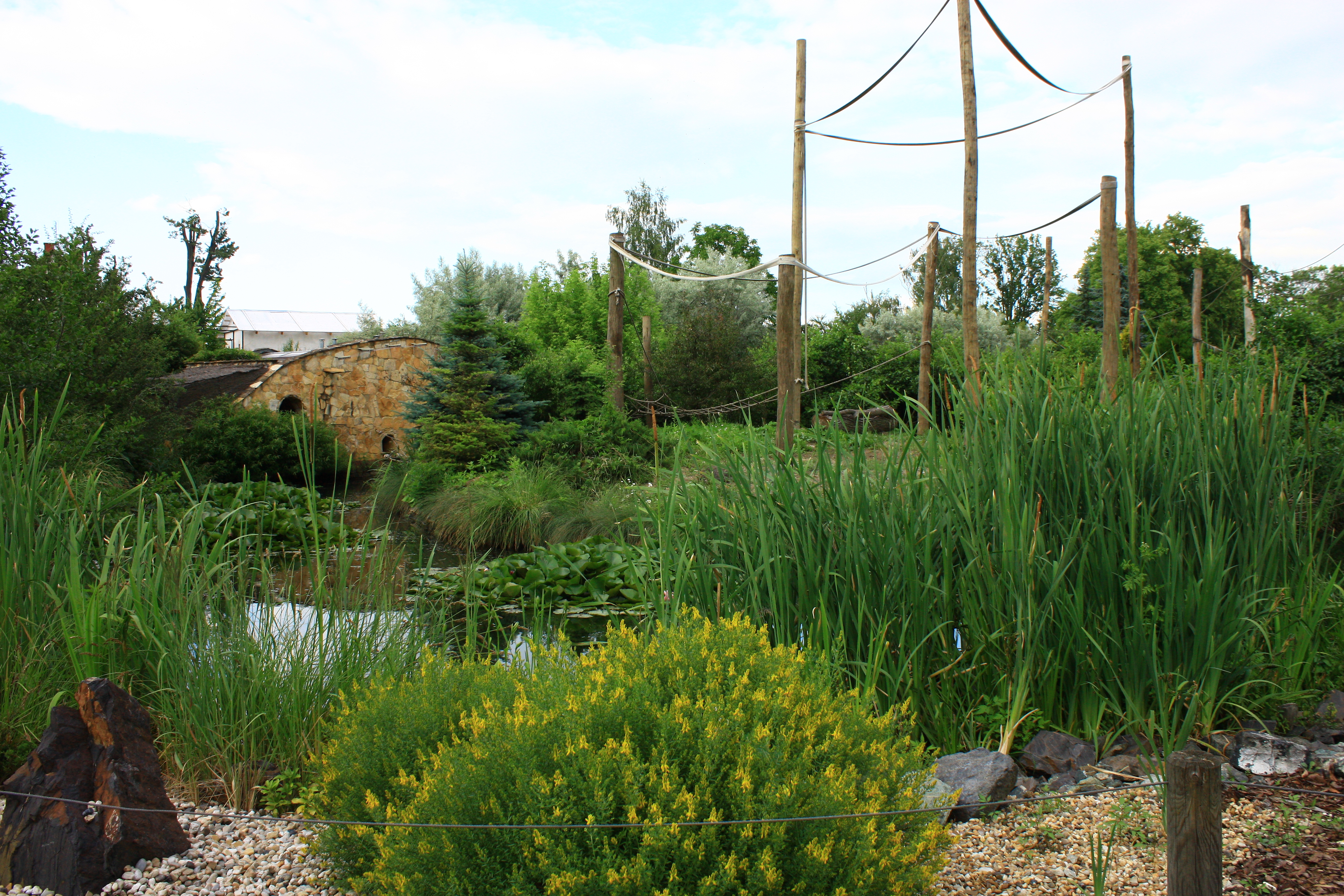
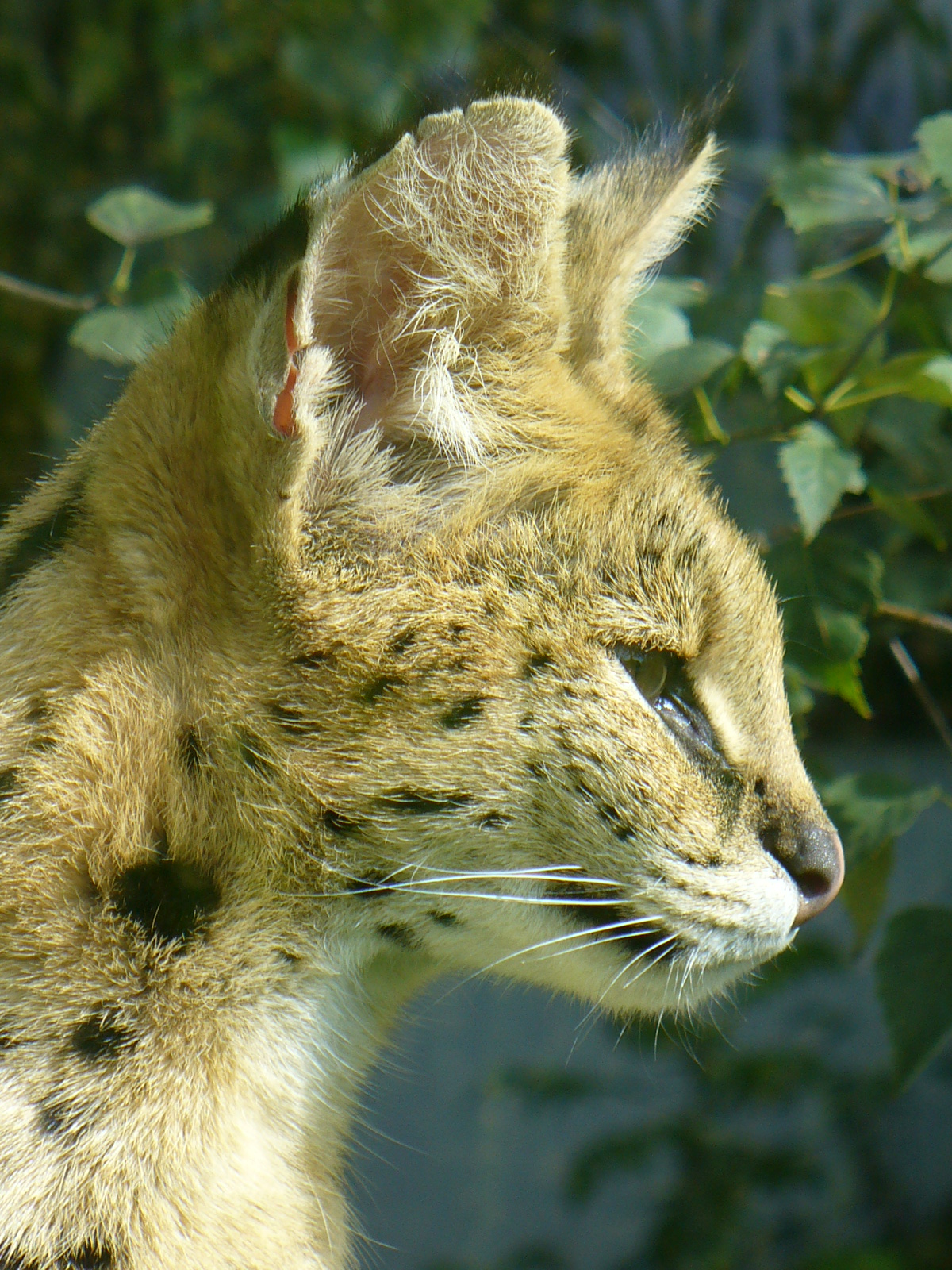
Serval
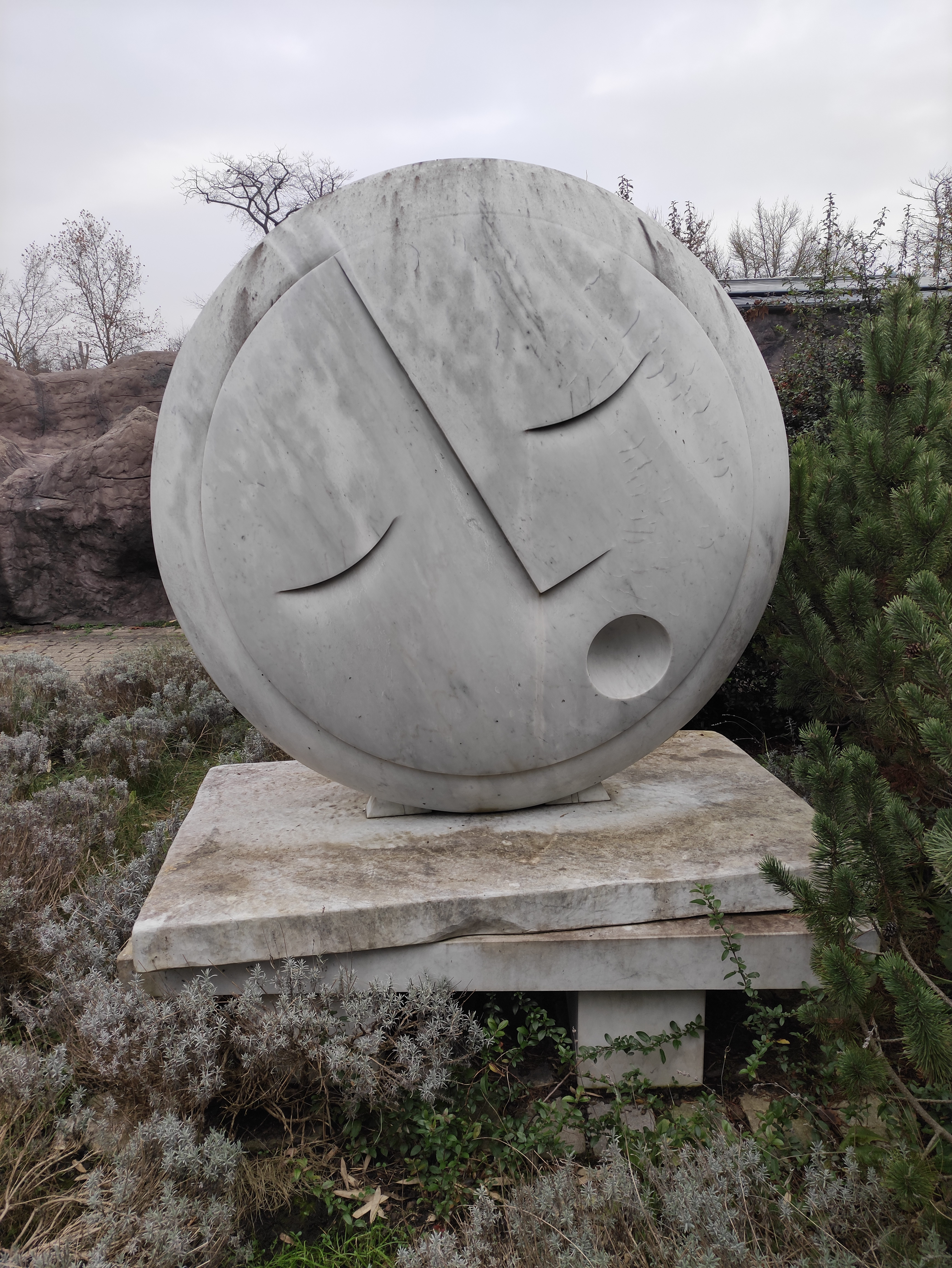
Umělecké dílo v ZOO